# جون ماكسويل (لاعب رماية)
جون ماكسويل (بالإنجليزية: John Maxwell) هو لاعب رماية أسترالي، ولد في 13 أكتوبر 1951.

## وصلات خارجية
- جون ماكسويل على موقع أوليمبيديا (الإنجليزية)
- جون ماكسويل على موقع اتحاد ألعاب الكومنولث (مؤرشف) (الإنجليزية)